# Лобов, Михаил Тихонович
Михаил Тихонович Лобов (20 июня 1901, Орево — 9 ноября 1972, Одесса) — советский военачальник, генерал-майор (1944). Участник Великой Отечественной войны. Начальник штаба 48-й кавалерийской дивизии. После её разгрома в ходе Крымской оборонительной операции — в Партизанском движении Крыма. С 19 июля 1942 года по 10 октября 1942 командующий Партизанскими отрядами Крыма. Начальник штаба 15-го кавалерийского корпуса.

## Биография
Родился 20 июня 1901 года в селе Орево Краснозоренский район, Орловской губернии. Призван в РККА в январе 1918 года.

### Крымская оборонительная операция
Сформирована 48-я кд была приказом 6 июля 1941 года в ХВО в районе Полтавы. Командиром был назначен генерал-майор Д. И. Аверкин, Начальником штаба полковник М. Т. Лобов. Формировалась из резервистов старших возрастов, конный состав поступил из народного хозяйства. После перевозки в Крым дивизия находилась в районе Карасубазара, выполняя роль мобильного резерва на случай высадки противником десантов. С началом наступление немецкой 11-й армии Э. фон Манштейна на Перекопский перешеек части трех бывших в Крыму 40-й, 42-й и 48-й кавалерийских дивизий были сосредоточены в северной части полуострова и объединены в резервную «конную группу» под командованием генерала Д. И. Аверкина (позднее командование группой принял П. И. Батов).
26 октября оборона Приморской армии была прорвана и её части начали отход в направлении Симферополя. Остатки кавалерийской группы отходили вместе с частями Приморской армии на Симферополь, а с 1 ноября на Алушту и далее на Севастополь, поскольку мобильная группа противника перерезала дорогу Симферополь-Севастополь. В оперативном подчинении 48-й дивизии оказался 147-й кавалерийский полк 40-й кавдивизии, командир полковник М. Ф. Собакин. 2 ноября командиру дивизии было приказано вместе с частями 184-й сд, сформированной из пограничников и до этого оборонявшей южный берег Крыма, занять и оборонять горные проходы к побережью на участке Старый Крым — Сарталак. 4 ноября дивизии был разрешен отход из крымских гор через Судак в район Алушты, однако передовые отряды противника уже заняли её.
Дивизия была отрезана на Южном берегу Крыма от советских войск у Севастополя, совместно с остатками 294-го и 297-го стрелковых полков 184-й стрелковой дивизии она вступила в бой 4 и 5 ноября 1941 года с наступавшими частями 11-й немецкой армии в районе Алушты, которые отрезали ей путь отхода на Севастополь. Кавалеристы отчаянно атаковали и даже выбивали немцев из захваченной ими Алушты, но ввиду отсутствия артиллерии прорваться не смогли, понесли большие потери и отошли в горы в район Куру-Узень.
Начальник штаба 48-й ОКД полковник М. Т. Лобов, которому Аверкин передал командование остатками дивизии и штабом, зимой 1941 году возглавлял красноармейский партизанский отряд в восточной части Крымских лесов в зоне ответственности 2-го партизанского района. У него и у других кадровых военных (полковой комиссар Е. А. Попов, майор Н. Г. Селихов) зимой-весной 1942 года возникли серьёзные трения с командиром Партизанского движения Крыма А. В. Мокроусовым по поводу тактики и организации партизанского движения в Крыму, роли красноармейских отрядов. Крымский фронт и Крымский обком ВКП(б) пытались дистанционного погасить конфликт. После разгрома Крымского фронта ситуация обострилась. Конфликт дошел до С. М. Будёного. Пал Севастополь. А. В. Мокроусова и комиссара С. В. Мартынова отозвали 11 июля на Большую землю. С 6 июля и. о., с 19 июля 1942 года командиром Партизанского движения Крыма стал М. Т. Лобов.
Немцы начали т. н. «большой (генеральный) прочёс» ход которого по 2-му партизанскому району рассмотрен во многих воспоминаниях (Генов, 1962, с.236-240; Луговой, 2004, с.237-252). 12 — 17 июля — леса Крымского заповедника, 24-26 июля — Зуйские леса, 1-10 августа — леса 1-го района. Отряды 3-го района (командир Г. Л. Северский, комиссар В. И. Никаноров) уклонились от столкновения, умело маневрируя между двумя линиями карательных войск противника, отряды 2-го района (командир И. Г. Кураков, комиссар Н. Д. Луговой; здесь же находился и главный штаб во главе с М. Т. Лобовым) вступили в тяжелые бои, однако сумели уклониться от преследования и разгрома. После падения Севастополя наступил кризис снабжения, немцы подступали к Кавказу. Количество рейсов самолётов резко снизилось. Сочетание прочёсов, голода и болезней сократили численность крымских партизан почти вдвое. 10 октября 1942 года М. Т. Лобов был эвакуирован на Большую землю.
При сдаче дел 18 октября 1942 года документально отчитался военному совету Черноморской группы войск Закавказского фронта о состоянии партизанского движения Крыма до и после оставления советскими войсками Керчи и Севастополя.
Находился на излечении в госпитале. Начальник штаба 15-го кавалерийского корпуса с 18.05.1943 по 25.02.1946, генерал-майор (13.09.1944). Выполнял миссию в оккупированном СССР и Великобританией Иране. В конце войны находился в Германии. Вышел в запас 30 декабря 1952 года.
Проживал в городе Одесса. Участвовал в ветеранских организациях, встречался с партизанами Крыма.
Умер 9 ноября 1972 года в Одессе, похоронен на 2-м христианском кладбище.

## Семья
- жена — Лобова Антонина Георгиевна (6.10.1908 — 29.07.1982) в браке с 1925 года.
- дочь — Лобова Лидия Михайловна (23.05.1927 — 04.09.2005).

## Награды
- Юбилейная медаль «XX лет Рабоче-Крестьянской Красной Армии» (1938)
- Орден Красного Знамени (22.02.1943)
- Медаль «Партизану Отечественной войны» I степени (25.10.1944)
- Орден Красного Знамени (3.11.1944)
- Медаль «За оборону Кавказа» (01.05.1944)
- Орден Ленина (21.02.1945)
- Медаль «За оборону Севастополя» (10.03.1945)
- Медаль «За победу над Германией в Великой Отечественной войне 1941—1945 гг.» (9.05.1945)
- Орден Красного Знамени (20.06.1949)
- Медаль «В ознаменование 100-летия со дня рождения Владимира Ильича Ленина» (1970)